# Карла Кокс
Карла Кокс (на английски: Carla Cox) е чешко-словашка порнографска актриса.

## Биография
Родена е на 25 май 1984 г. в град Бърно, Чехословакия, днешна Чехия, но израства в град Жилина, Чехословакия, днешна Словакия, където завършва средното си образование. След като навършва 20 години отива в Чехия, където се записва да учи в университета „Мендел“ в град Бърно. Само след половин година прекъсва следването си в университета и започва да работи в барове и магазини за дрехи.
През януари 2006 г. подписва договор с еротична агенция и участва в няколко кастинга, като още същата година започва да се снима в порнографски филми. Участва предимно в европейски порнографски продукции на компаниите Private, Marc Dorcel, Evil Angel, Eromaxx Films, Bluebird Films и други, но има участия и във филми на американски компании като Вивид ентъртейнмънт, Зеро Толеранс, Диджитъл Син, Джулс Джордан видео.

## Награди и номинации
Носителка на награди
- 2007: Европейска Х награда на Брюкселския международен фестивал на еротиката за най-добра поддържаща актриса.[3]
- 2007: Награда Златна звезда за най-добра звезда.[3]

Номинации
- 2010: Номинация за Venus награда за най-добра европейска актриса.[3]
- 2011: Номинация за AVN награда за чуждестранна изпълнителка на годината.[3][6]
- 2011: Номинация за AVN награда за най-добра сцена с групов секс – „Тори, Тара и Боби обичат Роко“ (с Тара Уайт, Роко Сифреди и Йън Скот).[3][6]
- 2011: Номинация за SHAFTA награда за чуждестранна изпълнителка на годината.[3]
- 2012: Номинация за XBIZ награда за чуждестранна изпълнителка на годината.[3][7]
- 2012: Номинация за SHAFTA награда за чуждестранна изпълнителка на годината.
- 2013: Номинация за AVN награда за чуждестранна изпълнителка на годината.[8][9]